# Darungan (Yosowilangun)
Darungan is een bestuurslaag in het regentschap Lumajang van de provincie Oost-Java, Indonesië. Darungan telt 3993 inwoners (volkstelling 2010).